# Canicule de 2013 aux États-Unis
La canicule de 2013 aux États-Unis est un événement climatique extrême qui a touché la majeure partie du Sud-Ouest des États-Unis et plus précisément la Californie, le Nevada et l'Arizona à partir de fin juin et jusqu'à début juillet 2013.

## Températures
Le mercure approchait 38 °C dans l'Utah et 54 °C dans le désert de la vallée de la Mort, ce qui est la plus haute température jamais enregistrée sur Terre pour un mois de juin, de trois degrés seulement inférieure à la plus haute température jamais enregistrée dans la vallée de la Mort, soit 57 °C, enregistrée en juillet 1913. Le mercure a tout de même atteint 48 °C à Phoenix et 47 °C à Las Vegas. Pendant la nuit, le mercure oscillait entre 20 et 35 °C, ce qui représentait un véritable danger pour l'organisme humain qui ne peut à aucun moment se refroidir. Cependant l'humidité relative y fut exceptionnellement basse, souvent en dessous de 10 % rendant la chaleur extrême plus « supportable ».
Pendant cette vague de chaleur, les prévisionnistes ont relevé un samedi 46 °C à Phoenix, 42 °C à Tucson et 43 °C à Las Vegas rien qu'à la mi-journée, mais l'on s'attendait à ce que le mercure grimpe au-delà dans l'après-midi. À midi, le thermomètre était positionné à 45 °C dans la vallée de la Mort, à Furnace Creek. La vallée de la Mort est l'un des endroits les plus chauds du globe.

## Causes
Cette canicule extrême associée à une très forte sécheresse qui n'est pas inhabituelle à cette époque de l'année dans le sud-ouest américain a été engendrée par un blocage Oméga de la circulation atmosphérique en altitude. Ainsi on y retrouvait deux dépressions qui étaient situées de part et d'autre d'un anticyclone. En leur périphérie équatoriale ouest, les hautes pressions véhiculent de l'air très chaud et très humide en provenance du Mexique dans un flux de secteur sud à sud-ouest qui va s'assécher et se réchauffer davantage par effet de foehn en passant au-dessus des montagnes Rocheuses. Ainsi, en plaine on retrouvait un ciel complètement dégagé, du temps ensoleillé et des températures extrêmement élevées supérieures pour la plupart à 40 °C et avoisinant les 50 °C.

## Conséquences
Il a fait particulièrement chaud dans l'Ouest des États-Unis bien que la plupart des États qui s'y trouvent sont habitués à des étés torrides. Les autorités parlaient de coup de chaleur mortel. On a déploré de nombreux cas d'hospitalisations dont 34 à Las Vegas dans un concert en plein air dus à des coups de soleil et à des coups de chaleur tandis que 170 autres souffraient de nausées et d'épuisement. La chaleur extrême rendait la chaussée et les trottoirs extrêmement chauds. Les autorités craignaient que des émigrants tentant de passer clandestinement la frontière entre le Mexique et les États-Unis ne meurent dans le désert, par conséquent des renforts ont été déployés pour surveiller la frontière du côté américain. Sept personnes ont été retrouvées mortes dans le désert de Sonora dans l'Arizona. Une personne âgée a été découverte morte dans son domicile à Las Vegas, celle-ci n'ayant pas d'air climatisé. En Oregon, une quarantaine de moutons ont succombé à la chaleur tandis que plus de 200 autres animaux ont dû être secourus. Les pattes des chiens et des chats devaient être protégées contre les brûlures causées par le bitume brûlant. De plus, et particulièrement en Californie, la chaleur extrême a nui au décollage des avions, ceux-ci sont donc restés cloués au sol. De nombreux incendies sont à déplorer, dont un gigantesque en Californie qui a causé la mort de 19 pompiers qui essayaient de lutter contre le feu. Cette vague de chaleur extrême a été l'une des plus intenses jamais observées au monde : des températures proches de certains records mondiaux de chaleur ont été observées dans certains États.